# Música latina
Música latina é um termo usado pela indústria da música como uma categoria para vários estilos de música da Ibero-América,  cobrindo América Latina, Espanha, Portugal, e a população latina do Canadá e dos Estados Unidos, como bem como música cantada em espanhol e/ou português . 
Também pode incluir estilos musicais de outros territórios onde a música é gerada em espanhol e português.

## Histórico

### Décadas de 1940 e 1950
O termo "música latina" se originou dos Estados Unidos, devido à crescente influência dos Latino Americanos no mercado musical americano, capitaneados por artistas como Xavier Cugat e Tito Puente e em crescente nas décadas seguintes. 
| “ | A América Latina, única parte do mundo não profundamente envolvida na Segunda Guerra Mundial, se tornou um tópico favorito para músicas e filmes para americanos que queriam esquecer a conflagração momentaneamente | ” |
|   | — Philip Furia, Skylark: The Life and Times of Johnny Mercer. |   |

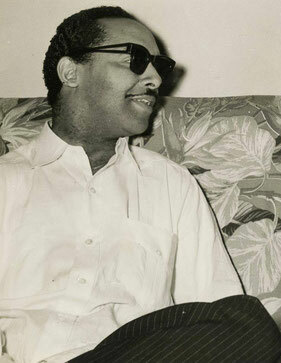
Pérez Prado

A propaganda de guerra para a Política de Boa Vizinhança dos Estados Unidos aumentaram esse impacto cultural. No auge do movimento em 1955, Perez Prado - conhecida por compôr Mambo No. 5 e Mambo No. 8 - atingiu o primeiro lugar das paradas americanas com uma versão cha-cha-chá da música "Cherry Pink and Apple Blossom White".

### Década de 1960
A Bossa Nova se difundiu na América Latina como um todo e, após isso, tornou-se tendência internacional, liderada especialmente por Tom Jobim. O Rock espanhol se popularizou nas gerações mais novas de latinos, como a banda argentina Almendra. No final dos anos 1960, houve também o auge do boogaloo, uma espécie de música soul em estilo de festa, liderado por Perez Prado, Tito Rodrigues e Tito Puente.

### Década de 1970

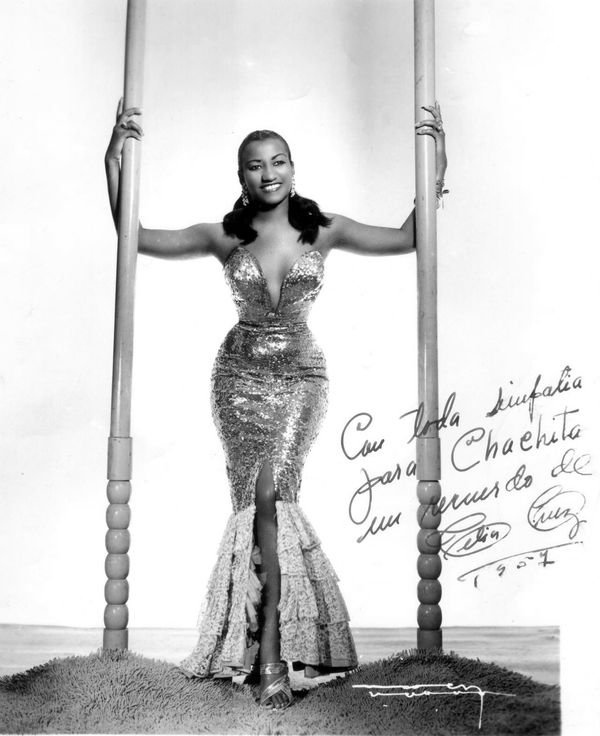
Celia Cruz em Havana, 1957

A Salsa tornou-se o gênero dominante de música tropical nos anos 1970. A gravadora Fania Records foi creditada como responsável por popularizar esse estilo musical, lançando álbuns de cantores como Ruben Blades, Héctor Lavoe e Celia Cruz. 
Em 1972, foi criado pela Organização das Telecomunicações Ibero-americanas o Festival OTI, um concurso de escrita de músicas para conectar os países Ibero-Americanos (America Latina, Espanha e Portugal). Ramiro Burr, da Billboard, ressaltou que o concurso era considerado o "maior e mais prestigiado festival de compositores do mundo musical latino".
Na segunda metade da década, houve uma crescente de cantores espanhóis de baladas, como Julio Iglesias, Camilo Sesto e Raphael, que estabeleceram suas presenças nas paradas musicais na América Latina e no mercado latino dos Estados Unidos. 

### Década de 1980

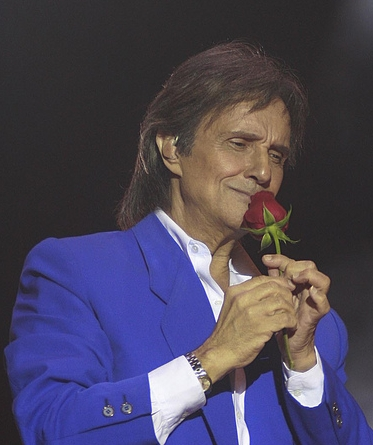
Roberto Carlos em 2009.

As baladas latinas continuaram como o principal tipo de música pop Latina, com Roberto Carlos, Juan Gabriel, José José, Julio Iglesias,  e José Luis Rodríguez nas paradas musicais. A Salsa perdeu tração e seu ritmo diminuiu, enfatizando as letras românticas. Isso ficou conhecido como a era da salsa romântica.

### Década de 1990
A Musica Tejana se tornou o gênero mais proeminente e um dos com mais rápido crescimento nos Estados Unidos. Em 10 de Janeiro de 1990, o EMI Latin comprou a gravadora Cara Records, começando a era de ouro da Musica Tejana. O fato de o gênero ter feito sucesso nas rádios chamou a atenção das gravadoras dos Estados Unidos que buscavam expansão. Em 1991, a Warner Nashville criou a Warner Music Latina especificamente para artistas Tejanos que tinham público também com fãs de música country (crossover), pelo mesmo motivo que a Arista Records criou a Arista Texas . Outras gravadoras como a PolyGram Latino e WEA Latina passaram a trabalhar exclusivamente com cantores Tejanos. 
Esses incentivos ajudaram a aumentar o número de fãs para além do Texas e do sudoeste americano e para regiões que não estavam familiarizadas com o gênero. A era de ouro Tejana tem como fim o dia 31 de março de 1995, quando Selena foi assassinada a tiros. Mario Tarradell, do jornal The Dallas Morning News escreveu que o single Amor Prohibido elevou Selena ao sucesso na radio latina cujos promoters não a haviam levado a sério. Ela foi a responsável por fazer o gênero ser viável comercialmente pela primeira vez. Seu álbum não finalizado Dreaming of You (1995) se tornou o primeiro álbum com maioria de canções em espanhol a estreiar na primeira colocação da Billboard 200. 
Após a morte de Selena, a música Tejana teve sua popularidade diminuída. As gravadoras começaram a abandonar seus artistas do gênero e as rádios substituíram as músicas Tejanas por músicas regionais mexicanas.
Com essa decadência, a música pop latina assumiu o posto de gênero dominante nos Estados Unidos. Glória Estefan e seu marido Emilio Estefan foram os responsável por "abrir a porta" para uma quantidade de artistas ao longo da década de 1990. A cantora de pop rock Shakira lançou seu primeiro álbum Pies Descalzos (1995). Ela trabalhou de forma próxima com os Estefans para seu álbum Donde Estan Los Ladrones (1998), que ficou em primeiro lugar da  Billboard Top Latin Albums. O sucesso dessa produção conjunta deu a Shakira uma fórmula que foi utilizada para seu crossover para a língua inglesa, com o trabalho Laundry Service, de 2001. Enrique Iglesias, o filho do compositor Julio Iglesias, lançou dois álbuns: seu auto-nomeado em 1995 e Vivir (1997). A crítica considerou Vivir superior aos trabalhos contemporâneos do gênero e o álbum vendeu mais de cinco milhões de cópias na Ásia, Europa e Americas do Sul e Central após uma semana de lançamento, sendo o primeiro trabalho latino a realizar esse feito. 
Ricky Martin e seus passos de dança focados no movimento dos quadris foi comparado com Elvis Presley entre os críticos de música americanos, tanto pelo estilo de dança quanto pelo impacto no mercado de música pop no país. Em 1998, a soma das receitas de músicas e shows de Ricky Martin chegou a 106 milhões de dólares, que foi equivalente ao total de exportações do Porto Rico, país natal do astro, e o México em 1996. Seu álbum Vuelve (1998) continha "La Copa de la Vida", que se tornou a canção oficial da Copa do Mundo de 1998. Isso trouxe visibilidade internacional a Martin, apesar de ser a performance da música no Grammy Awards de 1999 que garantiu maior atenção das audiências americanas. Em 1999, ele lançou seu álbum auto-intitulado que continha a canção Livin' la Vida Loca.
O ritmo Bolero ressurgiu de popularidade com o público mais jovem. O cantor mexicano Luis Miguel foi tido como o responsável por esse movimento com o sucesso de seu álbum Romance (1991), uma coleção de clássicos dos quais o artista fez cover. Também nesse período, artistas italianos como Eros Ramazzotti, Laura Pausini e Nek fizeram crossover para a música latina, gravando versões em espanhol das suas músicas. No campo da música tropical, o merengue, que ganhou atenção nos anos 1980, disputou popularidade com a salsa.

### Década de 2000

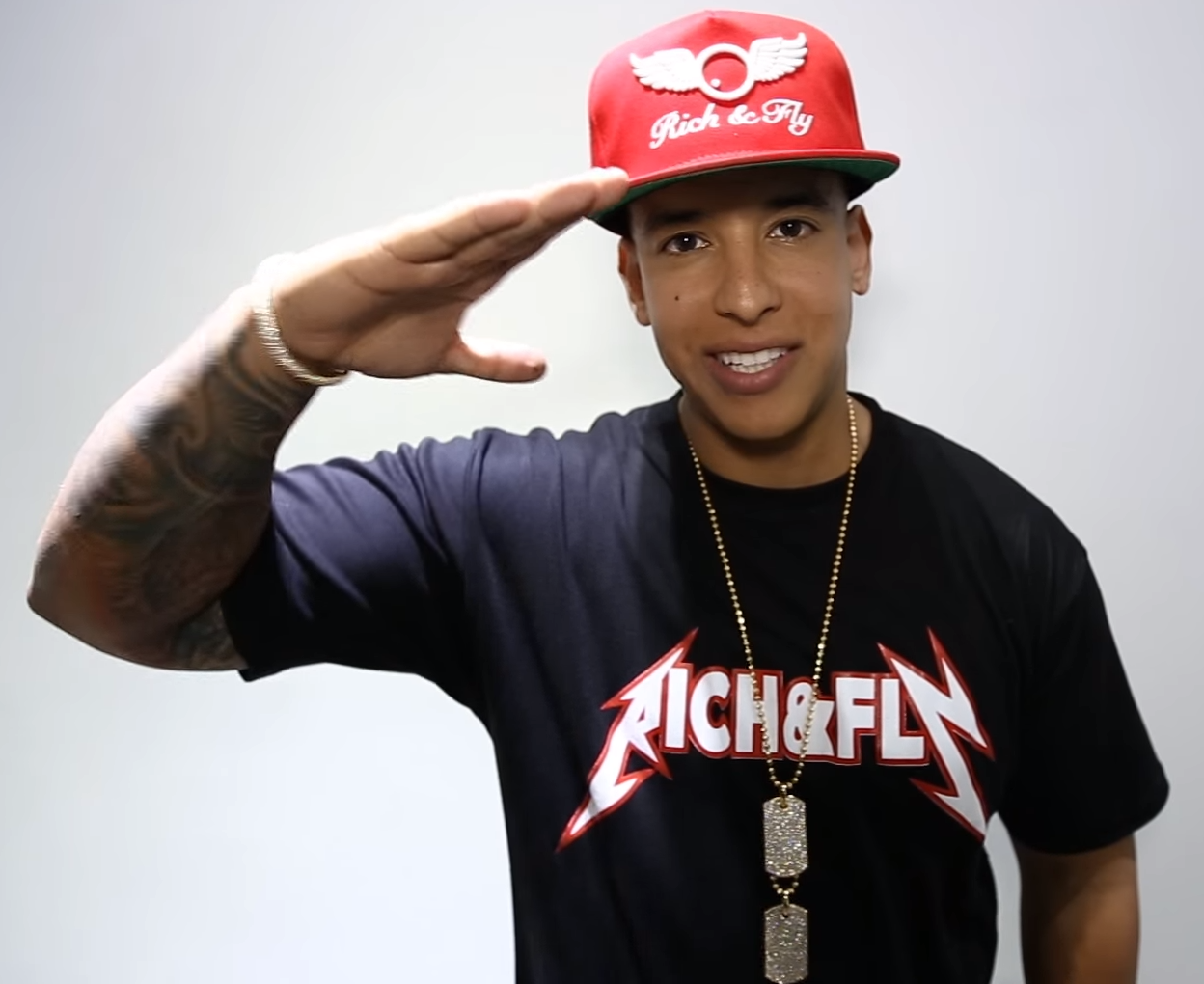
Daddy Yankee em 2015.

No meio dos anos 2000, o reggaeton se tornou popular no mercado dominante, com Hector, el Father, Daddy Yankee, Don Omar e Wisin & Yandel sendo os pioneiros do gênero. Na música tropical, a música Bachata se tornou popular, com artistas como "Monchy & Alexandra" e "Aventura" fazendo sucesso nas áreas urbanas da América Latina. O subgênero "Banda" foi dominante no campo da música regional mexicana.

### Década de 2010
Na virada da década, a música latina estava dominada por ritmos acelerados, incluindo o Eletropop, Reggaeton, Urbano, Banda e música contemporânea Bachata, o que significou a queda das baladas e crooners das rádios latinas nos Estados Unidos. O Streaming se tornou a forma dominante de receita dessa indústria nos EUA, América Latina e Espanha. O trap latino ganhou espaço na corrente dominante musical na metade da década, com artistas como Ozuna, Bad Bunny e Anuel AA.

## Regiões

### Estados Unidos

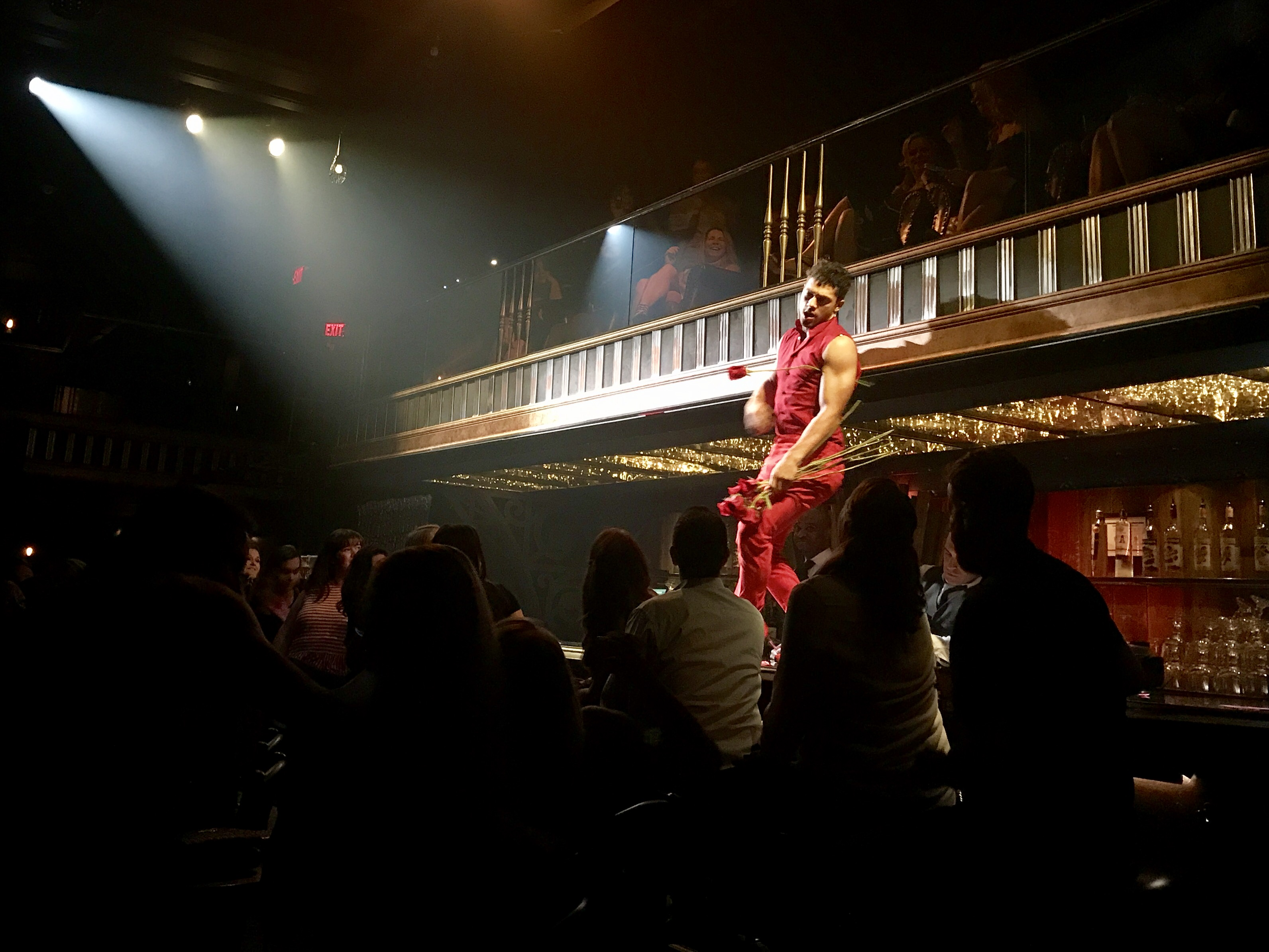
Luis Fonsi, cantor de Despacito, em um show.

As origens da música Latina nos Estados Unidos é datada dos anos 1930 com o Rhumba, que era um estilo proeminente, mas não era considerado Mainstream. Apenas das décadas de 1950 e 1960 que a música latina passou a se entrelaçar à cultura americana. Esse movimento se intensificou quando os artistas latinos passaram a realizar trabalhos em conjunto com artistas anglófonos. Em 2017, a canção "Despacito", com participação de Justin Bieber, Luis Fonsi e Daddy Yankee atingiu 4,5 bilhões de visualizações no Youtube. Neste ano, seis das 10 músicas mais ouvidas no Youtube tinham participação de artistas latinos. Essa música foi o inicio da explosão de música latina nos EUA. Em 2018, a música latina teve 21,8% de quota de mercado em visualizações de vídeo, sendo a segunda maior no país. O perfil dos ouvintes do estilo musical é de pessoas mais jovens e conectadas com as tecnologias, uma vez que 95% do consumo do gênero é via streaming. 

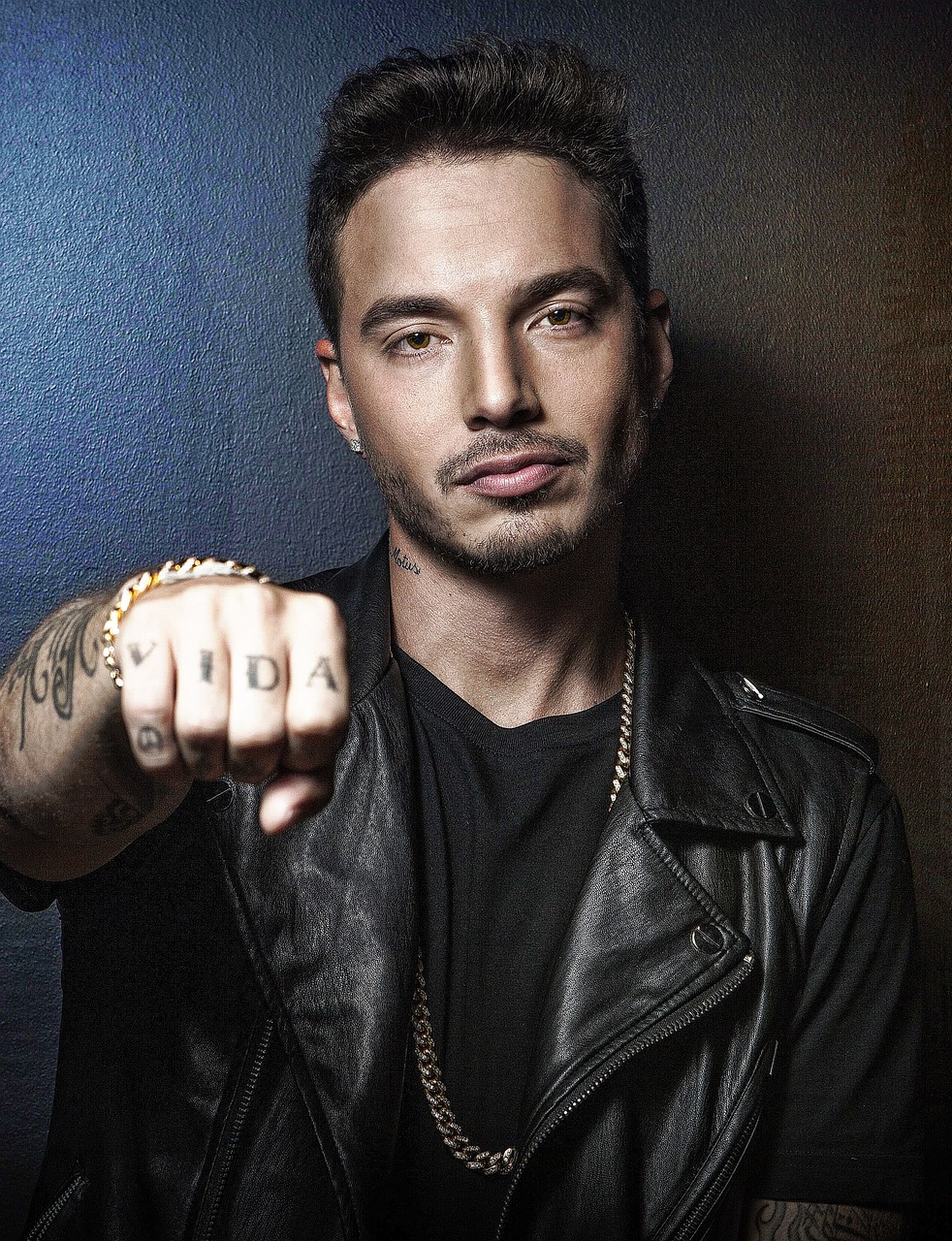
J Balvin em 2013.

A imigração e a globalização fez com que a música latina explodisse em popularidade. Historicamente, os EUA e a Inglaterra tiveram controle da indústria musical, mas a internet e a tecnologia permitiram maior diversificação, fazendo com que musicas antes locais pudessem ser difundidas pelo mundo. Os avanços tecnológicos permitiram o surgimento do streaming, que oferece uma grande variedade de músicas sem que seja necessário o pagamento por canção ou por álbum, como era anteriormente. O crescimento de artistas latinos trabalhando com artistas anglófonos e americanos permitiu fenômenos como a música Ritmo, feita pelo Black Eye Peas (uma banda americana) e J Balvin (um cantor colombiano), que foi número um na Billboard Hot Latin Songs. O faturamento de músicas latinas nos Estados Unidos cresceu de US$ 176 milhões para US$ 413 milhões em 2018. Essa tendência fez com que a música pop americana adotasse alguns estilos da música latina

## Erros de categorização
Diversos especialistas em ciência de computação e música relataram um erro comum em serviços de streaming como o Spotify de organizar artistas mais relevantes em termos genéricos como "Música Latina", potencialmente causando uma homogenização de estilos musicais e categorizando incorretamente de músicos e canções de estilos tradicionais, como o Norteño, a Música do Novo México, o Duranguense e o Tejano, o que faz com que esses estilos pareçam menos populares do que realmente são.